# ピアノ協奏曲第3番 (池辺晋一郎)
ピアノ協奏曲第3番「西風に寄せて」～左手のためには、池辺晋一郎が2013年に作曲したピアノ協奏曲である。「ピアノ協奏曲Ⅲ」と表記されることもある。

## 概要
ピアニストの舘野泉の委嘱によって作曲された曲である。高校生の頃の作曲者が読んだ本に「舘野の趣味は風を聴くこと」と書いてあった上、舘野が左手のピアニストであり地図上では左は西であることから、この曲のコンセプトは「西風」となった。また、作曲者の好きな曲であるオネゲル「ピアノ小協奏曲」のシンプルさを継承する気持ちもあったという。
2013年8月15日に札幌で完成された。
独奏ピアノは曲を通して左手のみで演奏される。

### 演奏時間
およそ10分30秒

## 初演
2013年11月3日、南相馬市民文化会館ゆめはっとホールにて、舘野泉ピアノ、野津如弘指揮、ラ・テンペスタ室内管弦楽団によって初演された。なお、初演時のコンサートマスターは舘野泉の息子の舘野ヤンネであった。

## 楽器編成
独奏ピアノ、フルート（ピッコロ持ち替え）、オーボエ2、ファゴット、F管ホルン2、C管トランペット、打楽器（カバサ、スネアドラム、サスペンドシンバル2、タンバリン、アンティークシンバル、ボンゴ、トライアングル、ヴィブラスラップ、バスドラム）、弦五部

## 楽曲構成
3楽章構成で、全楽章が続けて演奏される。

## 楽譜
全音楽譜出版社から出版されている。